# Cymadusa compta
Cymadusa compta is een vlokreeftensoort uit de familie van de Ampithoidae. De wetenschappelijke naam van de soort is voor het eerst geldig gepubliceerd in 1873 door S.I. Smith in Verrill.